# Jamaika-Koalition
Unter einer Jamaika-Koalition (auch schwarz-gelb-grüne oder schwarz-grün-gelbe Koalition; kurz Schwarz-Gelb-Grün oder Schwarz-Grün-Gelb; mitunter auch Schwarze Ampel oder kurz Schwampel oder Jamaika-Ampel) versteht man eine Koalition zwischen einer christdemokratischen und/oder konservativen Partei (Parteifarbe schwarz), einer liberalen (Parteifarbe gelb) und einer grünen Partei. Diese Farbkombination entspricht der Flagge des Karibikstaates Jamaika; einen politisch-inhaltlichen Bezug dieses Begriffes zu dem Land gibt es allerdings nicht.

## Geschichte der Bezeichnung

Die Farben in der Flagge Jamaikas waren namensgebend.

Ursprünglich wurde in Deutschland für die regional vorhandenen Koalitionen zwischen der CDU, der FDP und Bündnis 90/Die Grünen die wertneutrale Bezeichnung „Schwarz-Gelb-Grün“ verwendet. Nach der Bundestagswahl 2005 bezeichneten Medien diese Koalitionsmöglichkeit öfter als „Jamaika-Koalition“ – der Begriff ist seitdem im Sprachgebrauch etabliert. Er bezieht sich auf die Farben der Flagge Jamaikas und die deutschen politischen Parteien, die bisher mit diesen Farben assoziiert werden: Schwarz für CDU, Gelb für FDP und Grün für Bündnis 90/Die Grünen.
In einer „Jamaika“-Konstellation ist in Deutschland auf Bundesebene die CDU mit der CSU verbunden. Somit sind insgesamt vier Parteien in einer solchen Koalition vertreten. Angelehnt zum existierenden Begriff wurde die Flagge Tansanias mit vier Farben alternativ zu „Tansania-Koalition“ geformt: Grünes Dreieck für Bündnis 90/Die Grünen, blaues Dreieck für CSU, schwarzer Diagonalstreifen für CDU, und dessen gelbe Ränderung für FDP.
Die Bezeichnung „Schwarze Ampel“ ist vom Begriff Ampelkoalition – kurz „Ampel“ – abgeleitet, der nach Angaben der Gesellschaft für deutsche Sprache in Wiesbaden bereits nach der Kommunalwahl vom März 1981 in Marburg auftauchte und ab 1990 durch Koalitionen auf Landesebene populär wurde. Der erste bekannte Beleg für „Schwarze Ampel“ findet sich nach der Bremer Bürgerschaftswahl vom 29. September 1991 in der taz Bremen vom 2. Oktober, das Kofferwort „Schwampel“ am 4. Oktober ebenda.
Weitere mit Quellen belegbare Alternativbezeichnungen für die Jamaika-Koalition sind u. a.: Avocado-Koalition, Dürkheimer Koalition, Heidelberger Koalition, Kieler Koalition, Oliven-Koalition, Riesling-Koalition, SG2-Koalition und Sonnenhut-Koalition.
Die Bezeichnung „Jamaika-Koalition“ wurde 1993/1994 von Hans-Bernd Schmitz, seinerzeit Redaktionsleiter des Dormagener Anzeigenblattes „Schaufenster“, erfunden und am 6. September 1994 in einer Kolumne dieser Zeitung für eine mögliche Koalition im Stadtrat erstmals öffentlich verwendet. Der Dormagener Kommunalpolitiker und damalige Vize-Bürgermeister von Dormagen, Hans Wingerath, benutzte diesen Begriff bereits im Sommer 1994, ehe die Neuß-Grevenbroicher Zeitung ihn dann auch über die Grenzen Dormagens hinaus publizierte.
Die neue Bezeichnung blieb zunächst weitgehend unbekannt. Sie wurde später aufs Neue „entdeckt“; beispielsweise
- berichtete am 26. August 2003 die HNA über ein sich abzeichnendes „Jamaika-Bündnis“ in der Stadtverordnetenversammlung in Kassel;
- benutzte Hajo Schumacher die Bezeichnung „Jamaika-Koalition“ am 8. August 2005 in der Sendung „Klartext“ auf N24;
- wurde sie vom Politologen Karl-Rudolf Korte im „ZDF-Morgenmagazin“ am 12. September 2005 gebraucht, dessen Kind die Idee hatte;[7]
- sprach Tom Levine am 15. September 2005 in einer Analyse des Deutschen Depeschendienstes von einer „Jamaica-Connection“.

Allgemeine Bekanntheit erlangte der Begriff „Jamaika-Koalition“ am Abend der Bundestagswahl 2005. Bei der Wahl erreichte keines der beiden gegeneinander angetretenen politischen Lager – CDU/CSU und FDP versus SPD und Grüne – eine Mehrheit im Bundestag. Das erste Mal seit der Bundestagswahl 1949 konnten weder Schwarz-Gelb, Rot-Grün noch Rot-Gelb und auch (bis dahin nur auf kommunaler Ebene praktiziert) Schwarz-Grün eine Mehrheit der Sitze erringen. Ursächlich dafür waren insbesondere die schwachen Ergebnisse der Volksparteien, die beide jeweils bei einem annähernden Patt um die 35 % der Wählerstimmen erhielten. Hinzu kam die Ablehnung der SPD, mit der fünften im Bundestag vertretenen Fraktion, der Linkspartei.PDS, zu koalieren. Einige Journalisten machten daraufhin Vorschläge zu einer schwarz-gelb-grünen Regierungsbildung.
Bereits gegen 17:55 Uhr wurde die Bezeichnung im ZDF von Focus-Chefredakteur Helmut Markwort benutzt, gegen 18:00 Uhr auch im Ersten von WDR-Chefredakteur Jörg Schönenborn, der den Begriff im Laufe des Abends bei der Präsentation der Hochrechnungen häufig verwendete und so zu seiner Popularisierung beitrug. Nach eigener Aussage hatte Schönenborn sich die Bezeichnung gemeinsam mit Richard Hilmer, dem Geschäftsführer des Meinungsforschungsinstituts Infratest dimap, am Mittwoch vor der Wahl unter Zuhilfenahme einer Flaggendatenbank ausgedacht.
Die Bezeichnung ergibt sich aus der Assoziation der Farben der an einer solchen Koalition beteiligten Parteien und spielt zugleich auf die Exotik an, die 2005 diese Konstellation angesichts der in Deutschland herrschenden parteipolitischen Realitäten hatte.
In Österreich gab es nach der Rechtsdrift der einst liberalen FPÖ (Blaue) unter Jörg Haider und der wenig erfolgreichen Abspaltung des Liberalen Forums (LIF) in den 1990ern keine liberale Partei mehr. Das LIF, anfangs hellblau, wählte später in Anlehnung an die deutsche Farbgebung Gelb als Farbe. Blau gilt seither nicht mehr als Farbe des Liberalismus. Diese Kräfte verteilten sich sukzessive auf ÖVP (schwarz), SPÖ (rot) und Grüne. Das LIF fusionierte 2014 endgültig mit den NEOS (pink). Das Team Stronach wählte bei der Gründung 2012 ebenfalls gelb für einen wertekonservativen Wirtschaftsliberalismus. Weil die Grünen die alteingesessenere Partei sind, spricht man in Österreich von Schwarz-Grün-Gelb in dieser Reihenfolge.

## Deutschland

### Jamaika-Koalition auf Bundesebene

Logos von CDU, CSU, Die Grünen und der FDP

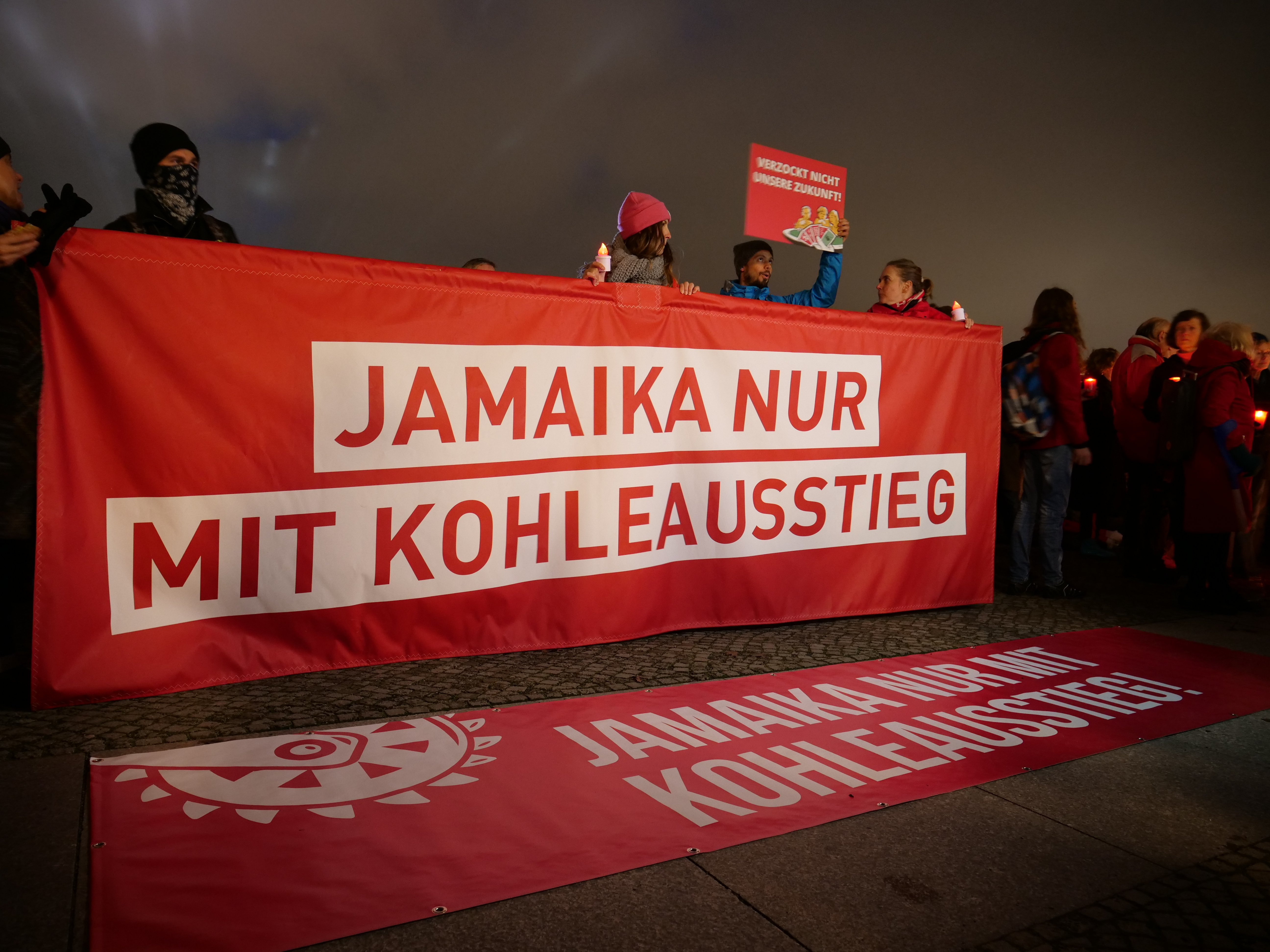
Campact-Demonstration während der zeitgleich tagenden Weltklimakonferenz in Bonn fordert von einem Jamaika-Bündnis den Kohleausstieg (November 2017)

Nach der Bundestagswahl 2017 war die Regierungsbildung durch die Vielzahl der in den Bundestag gewählten Parteien und die erheblichen Stimmenverluste der großen Parteien CDU/CSU und SPD erschwert. Da alle Parteien einerseits ein Zusammengehen mit der Alternative für Deutschland (AfD), anderseits Union und FDP Koalitionen mit der Linkspartei ablehnten, waren numerisch nur zwei Koalitionen mit absoluter Parlamentsmehrheit möglich: eine Große Koalition aus CDU/CSU und SPD, und eine Jamaika-Koalition. Die erste Möglichkeit wurde von der SPD abgelehnt. Die sich über vier Wochen hinziehenden Sondierungen zur möglichen Bildung einer Jamaika-Koalition wurden am 19. November 2017 abgebrochen, nachdem die FDP ihren Rückzug aus den Verhandlungen erklärt hatte. Der FDP-Parteivorsitzende Christian Lindner erklärte, es habe sich während der Verhandlungen kein Vertrauen zwischen den Parteien eingestellt. Hauptstreitpunkte waren die Klima- und die Flüchtlingspolitik. CDU und CSU bedauerten diesen Ausgang, während Bündnis 90/Die Grünen scharfe Kritik am Rückzug der Liberalen übten. Der damalige Grünen-Chef Cem Özdemir warf der FDP vor, es habe ihr am Einigungswillen gefehlt. Der stellvertretende SPD-Vorsitzende Ralf Stegner äußerte auf Twitter, die Lage habe sich dadurch für die SPD nicht verändert; man stehe weiterhin nicht für eine Regierungsbeteiligung zur Verfügung. Das Scheitern der Verhandlungen wurde seitens politischer Beobachter in den Medien meist kritisch beurteilt. Eine weitere Auswirkung war, dass „Jamaika-Aus“ als Wort des Jahres 2017 ausgewählt wurde.

### Jamaika-Koalition im Landeswohlfahrtsverband Hessen
In der Verbandsversammlung des Landeswohlfahrtsverbandes Hessen (LWV), dem „hessischen Sozialparlament“, kam es zu der ersten landesweiten Zusammenarbeit von CDU, Grünen und FDP im Jahr 2005, was sich auch in der Besetzung der hauptamtlichen Dezernenten widerspiegelte. Zum Landesdirektor wurde Uwe Brückmann (CDU) und zur Ersten Beigeordneten Evi Schönhut-Keil (Grüne) gewählt. Dieses Bündnis löste eine faktisch seit der Entstehung des LWV im Jahr 1953 andauernde große Koalition von SPD und CDU im LWV ab. In der folgenden Legislaturperiode ist nach dem Ausscheiden der FDP ein schwarz-grünes Bündnis entstanden.

### Jamaika-Koalition im Saarland: „Saarmaika“ (2009–2012)
Die erste „Jamaika-Koalition“ auf Landesebene wurde 2009 nach der Landtagswahl im Saarland gebildet. Sie wurde am 6. Januar 2012 von Ministerpräsidentin Annegret Kramp-Karrenbauer vor Ablauf der Legislaturperiode aufgekündigt.
Diese Koalition war insofern ungewöhnlich und teils überraschend, als die Spitze der Grünen sich gegen eine (hier möglich gewesene) Koalition mit der SPD und der Linken entschied. Auf einem Landesparteitag im Oktober 2009 votierten überraschend 78 % der Delegierten für die Koalitionsverhandlungen mit CDU und FDP.
Nach den Koalitionsverhandlungen wurde im November 2009 Peter Müller als Ministerpräsident wiedergewählt, und die Minister aus den drei Parteien wurden im Kabinett Müller III vereidigt. Später wurden die bis in den Zeitraum der Koalitionsverhandlungen andauernde berufliche Tätigkeit von Grünen-Chef Hubert Ulrich für ein Unternehmen des damaligen FDP-Politikers und Unternehmers Hartmut Ostermann und dessen hohe Spendenzahlungen an CDU, SPD, FDP und Grüne enthüllt. Der von der Opposition einberufene Untersuchungsausschuss stellte jedoch keine Verbindung fest.
Bei der Umsetzung der Parteiprogramme in konkrete Politik orientierten sich die drei Koalitionspartner im Wesentlichen auf die eigenen Stärken. Während die Grünen versuchten, sich mit dem Thema Umwelt zu profilieren, orientierten sich FDP und CDU stärker an Wirtschafts- und Sozialpolitik. Auf Betreiben der Grünen wurden in der Jamaika-Koalition die Studiengebühren abgesetzt und ein striktes Nichtraucherschutzgesetz eingeführt. Auf Initiative von FDP und Grünen wurden zudem die Hürden für Volksentscheide abgesenkt.
Am 6. Januar 2012 scheiterte die Koalition unter Kramp-Karrenbauer aufgrund von Personalquerelen und Affären der FDP-Fraktion.

### Schleswig-Holstein (2017–2022)
Nach der Landtagswahl 2017 einigten sich CDU, FDP und Grüne auf die Bildung einer Jamaika-Koalition und wählten am 28. Juni 2017 Daniel Günther zum Ministerpräsidenten (siehe Kabinett Günther I). Nach der Landtagswahl 2022 wurde die Jamaika-Koalition von einer schwarz-grünen Koalition abgelöst (siehe Kabinett Günther II).

### Jamaika-Koalitionen auf kommunaler Ebene
Auch auf kommunaler Ebene koalieren CDU, FDP und die Grünen. Solche kommunalen Jamaika-Koalitionen erfolgten im rheinland-pfälzischen Bad Dürkheim (1999) und Bad Kreuznach. Auf Kreisebene wurde das deutschlandweit erste Jamaika-Bündnis (unter Beteiligung einer freien Wählergemeinschaft) im hessischen Landkreis Marburg-Biedenkopf im Jahr 2001 geschlossen, das 10 Jahre Bestand hatte. 2011 schied die FDP aus diesem Bündnis aus, welches jetzt aus CDU, Grünen und Freien Wählern besteht. Auch im Kreistag des Landkreises Bad Kreuznach sowie im niedersächsischen Hann. Münden (unter Beteiligung von zwei freien Wählergemeinschaften), in Cuxhaven kamen Jamaika-Koalitionen zustande. In Frankfurt am Main zerbrach eine bereits ausgehandelte Koalition im Jahr 2001 nach nicht einmal einem Tag. Seit der Kommunalwahl im Saarland 2009 koalierten CDU, FDP und Grüne in Sankt Ingbert. Dieses Bündnis brach 2011. Von 2009 bis 2014 kooperierten in Blieskastel CDU und Grüne mit der FDP. Auch der Saarpfalz-Kreis wurde von einer schwarz-gelb-grünen Koalition geführt. In Hessen regieren CDU, FDP und Bündnis 90/Die Grünen seit der Kommunalwahl 2006 in einer Jamaika-Koalition unter anderem in der Landeshauptstadt Wiesbaden und Gießen, in Nordrhein-Westfalen seit 2009 in Dormagen, Recklinghausen, Essen (unter Beteiligung einer freien Wählergemeinschaft), Leverkusen (unter Beteiligung einer freien Wählergemeinschaft), Bad Honnef, Herdecke und Netphen sowie seit 2014 in Bonn. Im Saarland gibt es seit 2019 im Saarbrücker Stadtrat und in den Saarbrücker Bezirken Dudweiler und Halberg Koalitionen aus CDU, Grünen und FDP. Seit 2022 regiert in Kassel eine Jamaika-Koalition.

## Österreich
| ÖVP | Die Grünen – Die Grüne Alternative |  |

In Österreich bezeichnet Schwarz-Grün-Pink bzw. Türkis-Grün-Pink eine Zusammenarbeit zwischen der Österreichischen Volkspartei (ÖVP), den Grünen und NEOS (Parteifarbe pink), die der deutschen Konstellation entsprechen würde. Sie wird Dirndl-Koalition genannt.

### Salzburg
Nach der Landtagswahl in Salzburg 2013 waren die Regierungsparteien SPÖ und ÖVP stark geschwächt, die Volkspartei ging allerdings als stimmenstärkste Partei hervor. Nachdem die Grünen mit einem Plus von etwa zwölf Prozentpunkten einen Stimmanteil von über zwanzig Prozent erreicht hatten und medial als Wahlgewinner bezeichnet worden waren, bevorzugte ÖVP-Spitzenkandidat Wilfried Haslauer es, mit den Grünen und dem Team Stronach Koalitionsverhandlungen zu führen. Nach anfänglichem Widerstand der Grünen begannen die Gespräche Ende Mai 2013. Wenige Wochen darauf wurde Österreichs erste schwarz-grün-gelbe Koalition präsentiert.
Zur Landtagswahl 2018 war das zwischenzeitlich aufgelöste Team Stronach nicht mehr angetreten. Nach der Wahl verkündete die ÖVP, mit Grünen und NEOS Koalitionsgespräche zu führen. Diese wurde dann am 13. Juni 2018 als Landesregierung Haslauer jun. II angelobt. Eine Koalition aus Grünen, NEOS und ÖVP ist in Österreich seither als „Dirndl-Koalition“ bekannt.

## Belgien
In Belgien wird in Anlehnung an die deutschen Parteienfarben eine Koalition aus Liberalen (Mouvement Réformateur, Open Vlaamse Liberalen en Democraten), Christdemokraten (Christen-Democratisch en Vlaams, Centre Démocrate Humaniste) und Grünen (Ecolo, Groen) als Jamaika-Koalition (niederländisch  Jamaica-coalitie, französisch Coalition jamaïcaine), bezeichnet, obwohl nach der belgischen Farbenlehre die Liberalen als blau und die Christdemokraten als orange identifiziert werden.